# ظهر اوبران (بني بويدير)
ظهر اوبران هو دُوَّار يقع بجماعة بودينار، إقليم الدريوش، جهة الشرق في المملكة المغربية. ينتمي الدوّار لمشيخة بني بويدير التي تضم 8 دواوير. يقدر عدد سكانه بـ 495 نسمة حسب الإحصاء الرسمي للسكان والسكنى لسنة 2004.

## روابط خارجية
- البوابة الوطنية للجماعات الترابية نسخة محفوظة 12 مارس 2018 على موقع واي باك مشين.
- المندوبية السامية للتخطيط